# Můj muž to dokáže
Můj muž to dokáže je zábavná show, kterou vysílá TV Prima od roku 2022. Moderují ji Ondřej Urban a Adéla Gondíková.

## Pravidla
Každého dílu se účastní čtyři soutěžní páry. Ty mají postupně šanci získávat body ve 4 různých soutěžních úkolech, přičemž ženy sázejí, který z mužů si se zadaným úkolem poradí nejlépe. Po této fázi soutěže postoupí dva páry s nejvyšším počtem bodů do finálového kola. Podle stejného principu se jeden muž pokusí splnit závěrečný úkol; v případě úspěchu získá 100 tisíc korun, v opačném případě připadne výhra druhému páru.

## Epizody

### 1.řada (2022)
| Č. v pořadu | Č. v řadě | Soutěžní dvojice | Finálový duel                                                    | Vítězná dvojice                      | Premiéra v ČR     | Sledovanost (15+) |
| ----------- | --------- | --- | ---------------------------------------------------------------- | ------------------------------------ | ----------------- | ----------------- |
| 1           | 1         | Eva Burešová a Přemek Forejt Zorka Hejdová a Míra Hejda Eliška Grabcová a Václav Noid Bárta Nikola Gránská a David Gránský         | Zorka Hejdová a Míra Hejda Eliška Grabcová a Václav Noid Bárta   | Zorka Hejdová a Míra Hejda           | 2. září 2022      | 885 000           |
| 2           | 2         | Kateřina Brožová a Marek Vašut Eva Decastelo a Lukáš Langmajer Aneta Vignerová a Petr Kolečko Alice Bendová a Michal Topol         | Kateřina Brožová a Marek Vašut Alice Bendová a Michal Topol      | Alice Bendová a Michal Topol         | 9. září 2022      | 593 000           |
| 3           | 3         | Mahulena Bočanová a Martin Zounar Petra Vojtková a Roman Vojtek Gabriela Soukalová a Miloš Kadeřábek Eva Perkausová a Ivan Hecko   | Gabriela Soukalová a Miloš Kadeřábek Eva Perkausová a Ivan Hecko | Gabriela Soukalová a Miloš Kadeřábek | 16. září 2022     | 566 000           |
| 4           | 4         | Marta Jandová a Robin Sobek Andrea Schmidtová a Jaro Slávik Tereza Cibulková a Honza Dědek Erika Kandráčová a Ondrej Kandráč       | Andrea Schmidtová a Jaro Slávik Tereza Cibulková a Honza Dědek   | Andrea Schmidtová a Jaro Slávik      | 23. září 2022     | 584 000           |
| 5           | 5         | Jana Švandová a Pavel Zedníček Michaela Tomešová a Roman Tomeš Kateřina Pechová a Peter Pecha Veronika Žilková a Jan Herclík       | Michaela Tomešová a Roman Tomeš Veronika Žilková a Jan Herclík   | Michaela Tomešová a Roman Tomeš      | 30. září 2022     | 541 000           |
| 6           | 6         | Kristýna Leichtová a Daniel Mai Hana Mašlíková a André Reinders Silvie Vlčková a Petr Vágner Ha Thanh Špetlíková a Zdeněk Godla    | Kristýna Leichtová a Daniel Mai Silvie Vlčková a Petr Vágner     | Kristýna Leichtová a Daniel Mai      | 7. října 2022     | 487 000           |
| 7           | 7         | Dana Morávková a Jan Čenský Agáta Hanychová a Cyril Navrátil Nataša Kramárová a Maroš Kramár Sisa Sklovská a Juraj Lelkes          | Agáta Hanychová a Cyril Navrátil Sisa Sklovská a Juraj Lelkes    | Agáta Hanychová a Cyril Navrátil     | 14. října 2022    | 495 000           |
| 8           | 8         | Jana Janěková a Igor Chmela Lenka Vlasáková a Jan Dolanský Linda Rybová a David Prachař Lída Rašilová a Saša Rašilov               | Linda Rybová a David Prachař Lída Rašilová a Saša Rašilov        | Linda Rybová a David Prachař         | 21. října 2022    | 512 000           |
| 9           | 9         | Barbora Kodetová a Pavel Šporcl Jana Bernášková a Rudolf Merkner Lucie Benešová a Tomáš Matonoha Bára Basiková a Vilém Čok         | Jana Bernášková a Rudolf Merkner Lucie Benešová a Tomáš Matonoha | Lucie Benešová a Tomáš Matonoha      | 28. října 2022    | 498 000           |
| 10          | 10        | Andrea Sestini Hlaváčková a Tomáš Verner Nela Boudová a Jan Tuna Sandra Pogodová a Richard Pogoda Anna Slováčková a Milan Peroutka | Sandra Pogodová a Richard Pogoda Nela Boudová a Jan Tuna         | Nela Boudová a Jan Tuna              | 4. listopadu 2022 | 472 000           |